# Vlada Urošević
Vlada Urošević (mac. Влада Урошевиќ, ur. 17 października 1934 w Skopju) – północnomacedoński poeta, prozaik, eseista, krytyk literacki, krytyk sztuki.

## Życiorys
Ukończył studia na wydziale filozofii Uniwersytetu Świętych Cyryla i Metodego w Skopju. Habilitował się w Skopju w 1981 roku na podstawie pracy pt. Nekoi odliki na kniżewnata fantastika (mac. Некои одлики на книжевната фантастика), uzyskał doktorat w 1987 roku.
Pracował w Departamencie Kultury i Sztuki Telewizji Skopja. Został profesorem na wydziale filologicznym w Skopju w 1982 roku. Został profesorem zwyczajnym w 1988 roku. Pracował jako redaktor czasopisma literackiego „Razgłedi”.  
Należy do Macedońskiej Akademii Nauk i Sztuk. Jest członkiem-korespondentem paryskiej Académie Mallarmé oraz należy do północnomacedońskiego centrum PEN. Od 1961 roku należy do Stowarzyszenia Pisarzy Macedonii.

## Nagrody
- Nagrada „Braḱa Miładinowci“(inne języki) (1967, 1973, 1986)[6]
- Grigor Pyrliczew(inne języki) (1974, 1989)[6]
- Nagrada „Racinowo priznanie“(inne języki)[6]
- Nagrada „Kirił Pejczinowiḱ – Tetoec“[6]
- Mładost[6]
- Nolit[6]
- Nagrada „Sw. Kliment Ohridski“(inne języki) (2022)[7]
- Roman na godinata(inne języki) za powieść Wistinata no ne mnogu weroјatna istoriјa za semeјstwoto Pustopołski za kućata pokraј Wardar i za czetirite prsteni(inne języki) (2023)[8]
- Złoty Wieniec(inne języki) (2023)[8]

## Twórczość
W swojej refleksyjnej poezji nawiązuje do dokonań francuskiego surrealizmu, sprzeciwia się w swojej twórczości wkraczaniu cywilizacji technicznej w krajobraz współczesnych miast. Był redaktorem licznych antologii poezji macedońskiej i francuskiej. Przekładał z języka francuskiego i serbskiego. Jego dzieła tłumaczono na języki: serbsko-chorwacki, słoweński, francuski i polski. Jego wiersze ukazały się w języku polskim w antologii Wiersze znad Ochrydu (1974).

### Publikacje książkowe
- Еден друг град(inne języki) trb. Eden drug grad(inne języki) trl. Eden drug grad(inne ǰęzyki), zbiór wierszy (1959)[4]
- Невиделица trb. Newidelica trl. Nevidelica, zbiór wierszy (1962)[4]
- Вкусот на праските trb. Wkusot na praskite trl. Vkusot na praskite, powieść (1965)[4]
- Манекен во пејзажот trb. Maneken wo peјzażot trl. Maneken vo peјzažot, zbiór wierszy (1967)[4]
- Летен дожд trb. Łeten dożd trl. Leten dožd, zbiór wierszy (1967)[4]
- Знаци trb. Znaci trl. Znaci, zbiór opowiadań (1969)[4]
- Врсници trb. Wrsnici trl. Vrsnici, teksty krytyczne i eseje (1971)[4]
- Nocna dorożka (Ноќниот тајион trb. Noćniot taјion trl. Noḱniot taјion), zbiór opowiadań (1972[4], wyd. pol. 1986, tłum. Olga Ristowska[1])
- Ѕвездена терапија(inne języki) trb. Dzwezdena terapiјa(inne języki) trl. Ẑvezdena terapiјa(inne ǰęzyki), zbiór wierszy (1973)[4]
- Нуркачко ѕвоно trb. Nurkaczko dzwono trl. Nurkačko ẑvono, zbiór wierszy (1975)[4]
- Сонувачот и празнината trb. Sonuwaczot i prazninata trl. Sonuvačot i prazninata, zbiór wierszy (1979)[4]
- Мрежа на неуловливото trb. Mreża na neułowliwoto trl. Mreža na neulovlivoto, teksty krytyczne i eseje (1980)[4]
- Лов на еднорози trb. Łow na ednorozi trl. Lov na ednorozi, zbiór opowiadań (1983)[4]
- Компасот на сонот trb. Kompasot na sonot trl. Kompasot na sonot, zbiór wierszy (1986)[4]
- Хипнополис trb. Hipnopolis trl. Hipnopolis[5], zbiór wierszy (1986)[4]
- Нишката на Аријадна trb. Niszkata na Ariјadna trl. Niškata na Ariјadna, eseje (1987)[4]
- Демони и галаксии trb. Demoni i gałaksii trl. Demoni i galaksii, studium (1988)[4]
- Панична планета trb. Paniczna płaneta trl. Panična planeta, zbiór wierszy (1989)[4]
- Aldebaran, proza podróżnicza (1991)[4]
- Митска оска на светот trb. Mitska oska na swetot trl. Mitska oska na svetot, teksty krytyczne i eseje (1993)[4]
- Ризништата на занесот trb. Riznisztata na zanesot trl. Rizništata na zanesot, zbiór wierszy (1993)[4]
- Паники trb. Paniki trl. Paniki,, zbiór wierszy (1995)[4]
- Мојата роднина Емилија trb. Moјata rodnina Emiliјa trl. Moјata rodnina Emiliјa, powieść (1996)[4]
- Париски приказни trb. Pariski prikazni trl. Pariski prikazni, proza podróżnicza (1997)[4]
- Astrolab, teksty krytyczne i eseje (2000)[4]
- Дива лига trb. Diwa liga trl. Diva liga, powieść (2000)[4]
- Чуда и чудовишта trb. Czuda i czudowiszta trl. Čuda i čudovišta, eseje o sztuce (2001)[4]
- Mane tekel fares[6], zbiór wierszy (2002)[4]
- Измислени светови trb. Izmisłeni swetowi trl. Izmisleni svetovi, eseje o sztuce (2003)[4]
- Седмата страна на коцката trb. Sedmata strana na kockata trl. Sedmata strana na kockata, zbiór opowiadań (2010)[11]
- Тајна мисија trb. Taјna misiјa trl. Taјna misiјa, zbiór opowiadań (2013)[11]
- Размена на пораки(inne języki) trb. Razmena na poraki(inne języki) trl. Razmena na poraki(inne ǰęzyki), opowiadania (z Tanią Uroszewiḱ(inne języki), 2013)[12]
- Маџун trb. Madżun trl. Mad̂un, powieść (2018)[13]
- Безразборна лабораторија trb. Bezrazborna łaboratoriјa trl. Bezrazborna laboratoriјa, zbiór wierszy (2019)[14]
- Вистината но не многу веројатна историја за семејството Пустополски за куќата покрај Вардар и за четирите прстени(inne języki) trb. Wistinata no ne mnogu weroјatna istoriјa za semeјstwoto Pustopołski za kućata pokraј Wardar i za czetirite prsteni(inne języki) trl. Vistinata no ne mnogu veroјatna istoriјa za semeјstvoto Pustopolski za kuḱata pokraј Vardar i za četirite prsteni(inne ǰęzyki), powieść (2022)[15]